# NGC 2533
NGC 2533 je otvoreni skup u zviježđu Krmi. 

## Vanjske poveznice
- SEDS: NGC 2533